# Cerna Gora, Stara Zagora
Cerna Gora (în bulgară Черна Гора) este un sat în comuna Bratea Daskalovi, regiunea Stara Zagora,  Bulgaria. 

## Demografie
Componența etnică a satului Cerna Gora
     Bulgari (51,99%)
     Romi (39,71%)
     Turci (2,43%)
     Nicio identificare (5,86%)
La recensământul din 2011, populația satului Cerna Gora era de 1.604 locuitori. Din punct de vedere etnic, majoritatea locuitorilor (51,99%) erau bulgari, existând și minorități de romi (39,71%) și turci (2,43%). Pentru 5,86% din locuitori nu este cunoscută apartenența etnică.